# Squash nos Jogos Asiáticos de 2022
O squash nos Jogos Asiáticos de 2022 foi realizado no Hangzhou Olympic Sports Park Expo Center Squash Venue, localizado na cidade Hangzhou, na China, entre os dias 26 de setembro e 5 de outubro de 2023.
A Malásia terminou em primeiro lugar no quadro de medalhas, conquistando três medalhas de ouro. A Índia conquistou as duas medalhas de ouro restantes.

## Cronograma
| P | Rodadas preliminares | ¼ | Quartas de final | ½ | Semifinais | F | Final |

| Evento↓/Data →    | 26 Ter | 27 Qua | 28 Qui | 29 Sex | 30 Sáb | 1º Dom | 2 Seg | 3 Ter | 3 Ter | 4 Qua | 5 Qui |
| ----------------- | ------ | ------ | ------ | ------ | ------ | ------ | ----- | ----- | ----- | ----- | ----- |
| Simples masculino |        |        |        |        |        | P      | P     | ¼     | ¼     | ½     | F     |
| Equipe masculina  | P      | P      | P      | ½      | F      |        |       |       |       |       |       |
| Simples feminino  |        |        |        |        |        | P      | P     | ¼     | ¼     | ½     | F     |
| Equipe feminina   | P      | P      | P      | ½      | F      |        |       |       |       |       |       |
| Duplas mistas     |        |        |        |        |        | P      | P     | P     | ¼     | ½     | F     |

## Medalhistas
| Evento            | Ouro                                                                      | Prata                                                         | Bronze                                                                   |
| ----------------- | ------------------------------------------------------------------------- | ------------------------------------------------------------- | ------------------------------------------------------------------------ |
| Simples masculino | Ng Eain Yow MAS Malásia                                                   | Saurav Ghosal IND Índia                                       | Abdulla Al-Tamimi QAT Catar                                              |
| Simples masculino | Ng Eain Yow MAS Malásia                                                   | Saurav Ghosal IND Índia                                       | Henry Leung HKG Hong Kong                                                |
| Equipe masculina  | IND Índia Saurav Ghosal Mahesh Mangaonkar Harinder Pal Sandhu Abhay Singh | PAK Paquistão Nasir Iqbal Asim Khan Farhan Zaman Noor Zaman   | MAS Malásia Addeen Idrakie Mohd Syafiq Kamal Ng Eain Yow Ivan Yuen       |
| Equipe masculina  | IND Índia Saurav Ghosal Mahesh Mangaonkar Harinder Pal Sandhu Abhay Singh | PAK Paquistão Nasir Iqbal Asim Khan Farhan Zaman Noor Zaman   | HKG Hong Kong Lau Tsz Kwan Henry Leung Tang Ming Hong Wong Chi Him       |
| Simples feminino  | Sivasangari Subramaniam MAS Malásia                                       | Chan Sin Yuk HKG Hong Kong                                    | Satomi Watanabe JPN Japão                                                |
| Simples feminino  | Sivasangari Subramaniam MAS Malásia                                       | Chan Sin Yuk HKG Hong Kong                                    | Ho Tze Lok HKG Hong Kong                                                 |
| Equipe feminina   | MAS Malásia Rachel Arnold Aifa Azman Aira Azman Sivasangari Subramaniam   | HKG Hong Kong Chan Sin Yuk Ho Tze Lok Lee Ka Yi Tong Tsz Wing | IND Índia Joshna Chinappa Dipika Pallikal Tanvi Khanna Anahat Singh      |
| Equipe feminina   | MAS Malásia Rachel Arnold Aifa Azman Aira Azman Sivasangari Subramaniam   | HKG Hong Kong Chan Sin Yuk Ho Tze Lok Lee Ka Yi Tong Tsz Wing | KOR Coreia do Sul Eum Hwa-yeong Heo Min-gyeong Lee Ji-hyun Yang Yeon-soo |
| Duplas mistas     | IND Índia Harinder Pal Sandhu Dipika Pallikal                             | MAS Malásia Mohd Syafiq Kamal Aifa Azman                      | HKG Hong Kong Wong Chi Him Lee Ka Yi                                     |
| Duplas mistas     | IND Índia Harinder Pal Sandhu Dipika Pallikal                             | MAS Malásia Mohd Syafiq Kamal Aifa Azman                      | IND Índia Abhay Singh Anahat Singh                                       |

## Nações participantes
Um total de 92 atletas de 16 nações competiu no squash nos Jogos Asiáticos de 2022:
- CHN China (2)
- HKG Hong Kong (8)
- IND Índia (8)
- JPN Japão (6)
- KUW Kuwait (4)
- MAC Macau (4)
- MAS Malásia (8)
- MGL Mongólia (5)
- NEP Nepal (6)
- PAK Paquistão (8)
- PHI Filipinas (6)
- QAT Catar (4)
- SGP Singapura (4)
- KOR Coreia do Sul (8)
- SRI Sri Lanka (3)
- THA Tailândia (8)

## Tabela geral de medalhas
| Pos.               | País                | Ouro | Prata | Bronze | Total |
| ------------------ | ------------------- | ---- | ----- | ------ | ----- |
| 1                  | Malásia (MAS)       | 3    | 1     | 1      | 5     |
| 2                  | Índia (IND)         | 2    | 1     | 2      | 5     |
| 3                  | Hong Kong (HKG)     | 0    | 2     | 4      | 6     |
| 4                  | Paquistão (PAK)     | 0    | 1     | 0      | 1     |
| 5                  | Catar (QAT)         | 0    | 0     | 1      | 1     |
| 5                  | Coreia do Sul (KOR) | 0    | 0     | 1      | 1     |
| 5                  | Japão (JPN)         | 0    | 0     | 1      | 1     |
| Total (7 entradas) | Total (7 entradas)  | 5    | 5     | 10     | 20    |